# 特魯多柳比夫卡 (多馬尼夫卡區)
47°51′7″N 30°59′41″E / 47.85194°N 30.99472°E
特魯多柳比夫卡（烏克蘭語：Трудолюбівка），是烏克蘭南部的村莊，隸屬尼古拉耶夫州的沃茲涅先斯克區。該村始建於1918年，面積0.45平方公里，海拔高度127米，2001年人口61，人口密度每平方公里134.7人。